# Senador Salgado Filho
Pour les articles homonymes, voir Senador.
Senador Salgado Filho est une municipalité brésilienne située dans l'État du Rio Grande do Sul.